# Jody Williams (Bluesmusiker)
Joseph Leon Williams, bekannt als Jody Williams (auch: Little Papa Joe, Little Joe Lee; * 3. Februar 1935 in Mobile, Alabama; † 1. Dezember 2018) war ein amerikanischer Blues-Gitarrist und -Sänger. Seine einzigartige Spielweise, die sich durch schillerndes string-bending, phantasievolle Voicings und eine besondere Klangfarbe auszeichnete, hatte in den 1950ern in der Chicago-Blues-Szene großen Einfluss.
2013 wurde er in die Blues Hall of Fame aufgenommen.

## Karriere
Mitte der 1950er war Williams einer der gefragtesten Studiomusiker in Chicago, allerdings außerhalb der Musikindustrie fast unbekannt, da sein Name nur selten auf den Schallplatten erschien. Sein Comeback 2000 führte zu einem erneuerten Interesse an seiner frühen Arbeit und einer Neubewertung als einem der großen Blues-Gitarristen.

### Blütezeit in Chicago
Williams wurde in Mobile (Alabama) geboren und kam mit fünf Jahren nach Chicago. Sein erstes Instrument war eine Mundharmonika, die er gegen eine Gitarre eintauschte, nachdem er Bo Diddley bei einer Talentshow spielen hörte, an der auch er teilnahm. Diddley, der sieben Jahre älter war, zeigte Williams die ersten Schritte auf der Gitarre. 1951 spielten Williams und Diddley zusammen als Straßenmusiker, wo Williams die Begleitung für Diddleys Lieder übernahm, während Roosevelt Jackson den Waschwannenbass bediente. Williams machte seine ersten Erfahrungen mit anderen bekannten Blues-Musikern, wie Memphis Minnie, Elmore James und Otis Spann. Nachdem er mit dem Pianisten Charles Brown an der Westküste getourt hatte, etablierte sich Williams als Studiomusiker bei Chess Records.
Dort lernte er Howlin’ Wolf kennen, der erst kürzlich aus Memphis (Tennessee) nach Chicago gekommen war. Wolf engagierte ihn als ersten Gitarristen seiner neuen Band in Chicago. Ein Jahr später kam Hubert Sumlin als weiterer Gitarrist zu Wolfs Band und beide sind auf Howlin’ Wolfs Singles Evil Is Going On und Forty Four von 1954 zu hören, sowie auf den Platten von 1955 Who Will Be Next und Come to Me Baby. Williams spielte auch die Begleitung bei Otis Spanns It Must Have Been the Devil (1954), auf der die Lead-Gitarre von B. B. King, einem von Williams’ großen Vorbildern, gespielt wurde.
Williams’ Solokarriere begann im Dezember 1955 mit dem peppigen (upbeat), von Saxophon-Klängen geprägten Lookin' for My Baby, das unter dem Namen Little Papa Joe von Blue Lake Records veröffentlicht wurde. Die Schallplattenfirma ging wenige Monate später Pleite, weshalb seine Slide-Guitar-Performance Groaning My Blues Away unveröffentlicht blieb. Zu dieser Zeit war Williams als Studio-Gitarrist sehr gefragt und seine Virtuosität wird am besten durch seine lodernde Arbeit an der Leadgitarre auf Bo Diddleys Who Do You Love?, einem Hit von Checker Records, 1956 deutlich. Der Rockmusiker Marshall Crenshaw bezeichnete Williams’ Gitarrensolo auf Who Do You Love als eines der größten Gitarrensoli, die jemals aufgezeichnet wurden. Weitere bedeutende Aufnahmen waren Gitarrenbegleitung bei Billy Boy Arnolds I Ain't Got You und I Wish You Would, Jimmy Rogers’ One Kiss, Jimmy Witherspoons Ain't Nobody's Business und Otis Rushs Three Times a Fool.
1957 veröffentlichte Williams You May bei Argo Records, mit dem innovativen B-Seiten-Instrumental Lucky Lou und dem außergewöhnlichen Eröffnungs-Riff, welches Otis Rush bei All Your Love (I Miss Loving) 1958 bei Cobra Records kopierte. Auch Rushs Solo auf Buddy Guys Debütalbum Sit and Cry (The Blues) 1958, macht den Einfluss von Williams deutlich, da es eine beinahe identische Kopie von Williams’ You May ist.

### Desillusionierung
Wie häufig seine innovativen Riffs und Melodien kopiert wurden, führte bei Williams zu einer zunehmenden Enttäuschung gegenüber dem Musikgeschäft. Als das besondere Riff, das Williams für Billy Stewarts Billy's Blues (1956, Argo) von Mickey Baker für den Hit Love Is Strange (Mickey & Sylvia) kopiert wurde, unternahm Chess Records rechtliche Schritte. Als der Fall 1961 abgeschlossen wurde, erhielt Williams weder eine Erwähnung noch eine Entschädigung. „Mir hat's gereicht“ erzählte er später John Sinkevics in Grand Rapids Press. In den frühen 1960er Jahren bestritt Williams seinen Lebensunterhalt mit seinem Big 3 Trio (nicht der gleichnamigen Gruppe von Willie Dixon), aber am Ende des Jahrzehnts hatte er sich ganz aus dem Geschäft zurückgezogen. Er studierte Elektronik und wurde Technical Engineer (Ingenieur) bei Xerox, wo er für die nächsten 25 Jahre arbeiten sollte.

### Comeback
Erst nach seiner Pensionierung überlegte er, die Gitarre wieder in die Hand zu nehmen. „Eines Tages sagte meine Frau, wenn ich wieder spielen würde, würde ich mich vielleicht insgesamt wieder besser fühlen,“ erzählte er der Chicago Sun-Times. Im März 2000 besuchte er einen Auftritt seines Freundes Robert Lockwood, Jr. und entwickelte nostalgische Gefühle. Zu Hause begann er wieder Gitarre zu spielen. Im Juni 2000 hatte er seinen ersten öffentlichen Auftritt als „Club Gig“ beim Chicago Blues Festival 2000. Er wurde von Dick Shurman unterstützt, der sein Comeback-Album, Return of a Legend 2002 aufnahm. Das Vintage Guitar-Magazin urteilte: „Er spielt mit einer Verve und einer Kraft, die heute so gut klingt, wie auf den alten Aufnahmen.“
Williams hatte bis 2014 Auftritte, oft bei großen Blues-Festivals, und oft zusammen mit dem Bluesgitarristen Billy Flynn in Clubs in Chicago. Seitdem verhinderte seine schlechte Gesundheit weitere musikalische Aktivitäten.

## Technik
Williams ist bekannt für seine phantasievolle Akkordwahl, gekennzeichnet durch „raised fives“, Optionstöne und „minor sevenths“ mit „flattened fives“. Oft spielt er mit dem ungewöhnlichen „open E tuning“, das er von Bo Diddley gelernt hat.

## Diskographie

### Singles
- 1956 – Looking For My Baby / Easy Lovin’ (Blue Lake 116) (Little Papa Joe)
- 1957 – You May / Lucky Lou (Argo 5274)  (Little Joe Lee)
- 1963 – Lonely Without You / Moanin’ For Molasses (Nike 1013)
- 1963 – Lonely Without You / Time For A Change (Jive J-1004)
- 1963 – Hideout / Moanin’ For Molasses (Smash 1801)
- 1966 – Lonely Without You / Time For A Change (Yulando R-133-8665)

### Alben
- 2002 – Return Of A Legend (Evidence ECD 26120)
- 2004 – You Left Me In The Dark (Evidence ECD 26130)

### Auftritte
- 1954 – Howlin’ Wolf, Evil Is Going On / Baby How Long (Chess 1575)
- 1954 – Howlin’ Wolf, Forty Four / I’ll Be Around (Chess 1584)
- 1954 – Otis Spann, It Must Have Been The Devil / Five Spot (Checker 807)
- 1955 – Howlin’ Wolf, Who Will Be Next / I Have A Little Girl (Chess 1593)
- 1955 – Howlin’ Wolf, Come To Me Baby / Don’t Mess With Me Baby (Chess 1607)
- 1955 – Sonny Boy Williamson II, Don’t Start Me Talkin’ / All My Love In Vain (Checker 824)
- 1955 – Billy Boy Arnold, I Was Fooled / I Wish You Would (Vee-Jay VJ 146)
- 1955 – Earl Phillips, Oop De Oop / Nothing But Love (Vee-Jay VJ 158)
- 1955 – Bo Diddley, Diddy Wah Diddy / I’m Looking For A Woman (Checker 832)
- 1956 – Billy Boy Arnold, Don’t Stay Out All Night / I Ain’t Got You (Vee-Jay VJ171)
- 1956 – Lu Mac, Albert Is His Name / I’ll Never Let Him Know (Blue Lake 117)
- 1956 – Bo Diddley, Who Do You Love? / I’m Bad (Checker 842)
- 1956 – Floyd Dixon, Alarm Clock Blues / I’m Ashamed Of Myself (Checker 857)
- 1956 – Bobby Charles, Why Did You Leave / Don’t You Know I Love You (Chess 1617)
- 1956 – Billy Stewart, Billy’s Blues (Part 1) / Billy’s Blues (Part 2) (Chess 1625 and Argo 5256)
- 1956 – Billy Boy Arnold, Here’s My Picture / You Got Me Wrong (Vee-Jay VJ 192)
- 1957 – Jimmy Rogers, One Kiss / I Can’t Believe (Chess 1659)
- 1957 – Otis Rush, Groaning The Blues / If You Were Mine (Cobra 5010)
- 1957 – Harold Burrage, Messed Up / I Don’t Care Who Knows (Cobra 5012)
- 1958 – Howlin’ Wolf, I Didn’t Know / Moanin’ For My Baby (Chess 1695)
- 1958 – Otis Rush, Three Times A Fool / She’s A Good ‘Un (Cobra 5023)
- 1959 – Bobby Davis, I Was Wrong / Hype You Into Sellin’ (Your Head) (Bandera 2505)
- 1959 – Bo Diddley, Dancing Girl (on Have Guitar Will Travel: Checker LP 2974)
- 1960 – Bobby Davis and the Big “3” Trio, One Love Have I / She’s A Problem (Bandera 2508)
- 1964 – Billy Boy Arnold, I Wish You Would / Prisoner’s Plea (Vivid 109)
- 2007 – The Mannish Boys, Groan My Blues Away / Young & Tender (on Big Plans: Delta Groove DGPCD 116)

### Spätere Veröffentlichungen
- 1976 – J. T. Brown, Lonely (As a Man Can Be) / Going Home to My Baby / It's a Shame to Tell the People / When I Was a Lad / Use That Spot (on Windy City Boogie, Pearl PL-9; recorded 1956)
- 1979 – Harold Burrage, I Love My Baby (on Rockin’ Wild: P-Vine PLP-9021; recorded 1957)
- 1982 – Willie Dixon, Firey Love (on Blues Roots Series Vol. 12: Chess LP 6.24802AG; recorded 1957)
- 1989 – Jody Williams, Moaning Blues (Groan My Blues Away) / What a Fool I’ve Been (I Feel So All Alone) (on Cool Playing Blues: Relic LP 8025/CD 7016; recorded 1955)
- 1990 – Jimmy Witherspoon, Congratulations / Ain’t Nobody’s Business (on Spoon So Easy, Chess CH-93003; recorded 1956)
- 1991 – Jody Williams, What Kind of Gal Is That? (on The Blues Vol. 6, Chess/MCA CH/CHD 9330; recorded 1957)
- 1995 – Willie Dixon, All the Time (on The Original Wang Dang Doodle, Chess/MCA CHD-9353; recorded 1957)
- 1996 – Bobby Charles, Watch It, Sprocket / Hey Good Lookin’ (on Chess Masters, MCA Victor MVCM-22078; recorded 1956)